# پیشگامان آدا
پیشگامان آدا (به انگلیسی: Ada Initiative) یک سازمان غیرانتفاعی است که به دنبال افزایش مشارکت زنان در جنبش فرهنگ آزاد، فناوری متن‌باز و فرهنگ متن‌باز است. این سازمان در سال ۲۰۱۱ توسط والری اورورا که یک توسعه‌دهنده هسته لینوکس و مدافع نرم‌افزار متن‌باز است و همچنین توسط ماری گاردینر، دیگر مدافع و توسعه دهنده نرم‌افزار متن‌باز (همچنین بنیان‌گذار اوسی‌چیکس، بزرگترین سازمان متن‌باز برای زنان در استرالیا) تأسیس شد. نام این سازمان از نام اولین برنامه‌نویس دنیا یعنی ایدا لاولیس گرفته شده‌است که زبان برنامه‌نویسی ایدا هم به افتخار این زن نامگذاری شده‌است.

## تاریخچه

ادا لاولیس، نخستین برنامه‌نویس رایانه که یک زن بود.

والری اورورا که فعال زنان در جوامع متن‌باز بود، پس از اینکه نوری شرلین در ApacheCon سال ۲۰۱۰ مورد آزار جنسی قرار گرفت، به ماری گاردینر و اعضای وبلاگ Geek Feminism برای توسعه دادن سیاست‌های ضدخشونت در کنفرانس‌ها پیوست. اورورا شرکت ردهت (که در آنجا به عنوان توسعه‌دهنده هسته لینوکس مشغول به کار بود) را ترک کرد و به همراه گاردینر در فوریه ۲۰۱۱ سازمان پیشگامان آدا را بنیان نهادند.

## مدیریت
تمام خدماتی که توسط سازمان پیشگامان ایدا فراهم می‌شود به صورت pro bono (معاضدتی) هستند و سازمان توسط کمک‌های مالی اعضا حمایت می‌شود. در تابستان ۲۰۱۱، سازمان پیشگامان ایدا کمپینی به منظور جمع‌آوری کمک‌های مالی اولیه و با هدف دریافت کمک مالی از ۱۰۰ مشارکت‌کننده داوطلب برگزار کرد. این کمپین شش روز قبل از مهلت برنامه‌ریزی شده جمع شد. اولین حامی اصلی این سازمان، لینوکس استرالیا بود که در کنار گوگل، بایگانی میل، دریم‌هاست و آزمایشگاه‌های پوپت به حمایت از سازمان پیشگامان آدا پرداخت. اورورا و گاردینر تنها کارکنان این سازمان هستند و به‌طور تمام وقت در سازمان مشغول به خدمت‌رسانی هستند.
سازمان پیشگامان آدا توسط یک هیئت مدیره شش نفره اداره می‌شود. اعضای هیئت مدیره فعلی عبارتند از اوررورا و گاردینر، راشل چلمرز از گروه ۴۵۱، دنزی پائولوچی از دریمویت استودیو، سو گاردنر از بنیاد ویکی‌مدیا و کارولین سیمارد. یک هیئت مشاوره ۲۲ نفره هم فراهم کننده اطلاعات ورودی اولیه دربارهٔ ایده‌ها و پروژه‌های سازمان است.
یکی از اولین برنامه‌های سازمان پیشگامان آدا توسعه دادن سیاست‌های ضد آزار و اذیت برای کنفرانس‌ها بود. پیشگامان آدا با سازمان‌های کنفرانسی متن‌باز، برای ایجاد سیاست‌های ارتباطی همکاری می‌کند تا کنفرانس‌ها برای همه حضار امن‌تر شود، مخصوصاً برای زنان. کنفرانس‌هایی همانند اجلاس توسعه‌دهندگان اوبونتو و تمام رویدادهای بنیاد لینوکس، از جمله لینوکس‌کان، این سیاست‌ها را پذیرفته‌اند.